# Seznam tramvajových linek v Liberci
Toto je seznam linek tramvajové dopravy v Liberci.
Tramvajové linky v Liberci začaly být číslovány 13. prosince 1924.

## Denní linky

### 1
- Nádraží - Lidové sady (od 1924[1])
- Nádraží - Muzeum (kolem roku 1950)
- Lidové sady - Vápenka (kolem roku 1990)
- Lidové sady - Viadukt (kolem roku 1996, do roku 1998 zrušena)
- Lidové sady - Viadukt (historická linka, jezdí jen o svátcích, stav v roce 2011)
- Lidové sady-ZOO - Viadukt (historická linka, jezdí jen o svátcích, různých akcích a výročích, stav po přejmenování některých zastávek v roce 2014)

### 2

Schéma linky č. 2

- Rochlice - Liberec, radnice - Růžodol I (od 1924 do 31. 10. 1960[1])
- Lidové sady - Dolní Hanychov (kolem roku 1990, poté zrušena)
- Lidové sady - Kubelíkova (1998)
- Lidové sady - Riegrova - Botanická-ZOO - Muzeum-výstaviště - Průmyslová škola - Ul. 5. května - Šaldovo náměstí - Fügnerova - Rybníček - Nádraží - Viadukt - Krkonošská - Staré Pekárny - Vápenka - Janův Důl - Kubelíkova - Dolní Hanychov (cca od 2005, stav k 2. 11. 2010)
- Lidové sady-ZOO - Riegrova - Botanická zahrada - Muzeum-Galerie Lázně - Průmyslová škola - Ul. 5. května - Šaldovo náměstí - Fügnerova - Rybníček - Nádraží - Viadukt - Krkonošská - Staré Pekárny - Vápenka - Janův Důl - Kubelíkova - Dolní Hanychov (stav po přejmenování některých zastávek v roce 2014)

### 3

Schéma linky č. 3

- Soukenné náměstí - Horní Hanychov (od 1924[1])
- Lidové sady - Horní Hanychov (od 1932[1] do cca 1996)
- Lidové sady - Riegrova - Botanická-ZOO - Muzeum-výstaviště - Průmyslová škola - Ul. 5. května - Šaldovo náměstí - Fügnerova - Rybníček - Nádraží - Viadukt - Krkonošská - Staré Pekárny - Vápenka - Janův Důl - Kubelíkova - Dolní Hanychov - Malodoubská - Hanychov kostel - Spáleniště - Horní Hanychov (cca od 2005, stav k 2. 11. 2010)
- Lidové sady-ZOO - Riegrova - Botanická zahrada - Muzeum-Galerie Lázně - Průmyslová škola - Ul. 5. května - Šaldovo náměstí - Fügnerova - Rybníček - Nádraží - Viadukt - Krkonošská - Staré Pekárny - Vápenka - Janův Důl - Kubelíkova - Dolní Hanychov - Malodoubská - Hanychov kostel - Spáleniště - Horní Hanychov (stav po přejmenování některých zastávek v roce 2014)

### 4
- Lidové sady - Pekárny či Vápenka (od roku 1934, někdy po roce 1950 zanikla, resp. byla přečíslovaná na 1)
- Viadukt - Vratislavice nad Nisou, výhybna (pouze v roce 2012 jako historická linka v době výluky městské tratě do Lidových sadů)
- Rybníček - Fügnerova - Vratislavice nad Nisou, výhybna - Jablonec n. N., Tyršovy sady (historická linka, jezdí jen o svátcích, různých akcích a výročích)

### 5

Schéma linky č. 5

- Fügnerova - Vratislavice (od října 1965[1])
- Rybníček - Fügnerova - Mlýnská - Textilana - U Lomu - Nová Ruda - Ústav sociální péče - Pivovar - Lékárna - Vratislavice nad Nisou kostel - Vratislavice nad Nisou, výhybna (po městské trati na Rybníček prodloužena cca od roku 2005, stav k 2. 11. 2010, vybrané spoje zajíždí až k Viaduktu (stav 2012)
- Rybníček - Fügnerova - Mlýnská - Textilana - U Lomu - Nová Ruda - Sídl. Nové Vratislavice - Pivovarská - Lékárna - Vratislavice nad Nisou, kostel - Vratislavice nad Nisou, výhybna (vybrané spoje zajíždí až k Viaduktu, stav po přejmenování některých zastávek v roce 2015)

### 11

Schéma linky č. 11

- Liberec, Fügnerova - Jablonec nad Nisou, vozovna v Pražské ulici (od roku 1955, zprovozňováno postupně od roku 1951[1])
- Viadukt - Nádraží - Rybníček - Fügnerova - Mlýnská - Textilana - U Lomu - Nová Ruda - Ústav sociální péče - Pivovar - Lékárna - Vratislavice nad Nisou, kostel - Vratislavice nad Nisou, výhybna - Kyselka - Proseč nad Nisou, škola - Proseč nad Nisou, pošta - Proseč nad Nisou, výhybna - Jablonec nad Nisou, Nový Svět - Jablonec nad Nisou, Zelené údolí - Jablonec nad Nisou, měnírna - Jablonec nad Nisou, Brandl - Jablonec nad Nisou, Liberecká - Jablonec nad Nisou, Tyršovy sady (cca od roku 2005, stav k 2. 11. 2010)
- Viadukt - Nádraží - Rybníček - Fügnerova - Mlýnská - Textilana - U Lomu - Nová Ruda - Sídl. Nové Vratislavice - Pivovarská - Lékárna - Vratislavice nad Nisou, kostel - Vratislavice nad Nisou, výhybna - Kyselka - Za Tratí - Proseč nad Nisou, pošta - Proseč nad Nisou, výhybna - Nový Svět - Zelené údolí - Měnírna -Brandl - Liberecká - Jablonec nad Nisou, Tyršovy sady (stav po přejmenování některých zastávek v roce 2015)